# Кокосовий джем
Кокосовий джем або кая (малай. seri kaya; тагал. matamís sa báo, matamís na báo, або kalamay-hatì) — традиційна страва поширена у країнах Південно-Східної Азії. Здебільшого її готують з кокосового молока, яєць (курячих чи качиних), цукру та листя пандану.

## Приготування та вживання

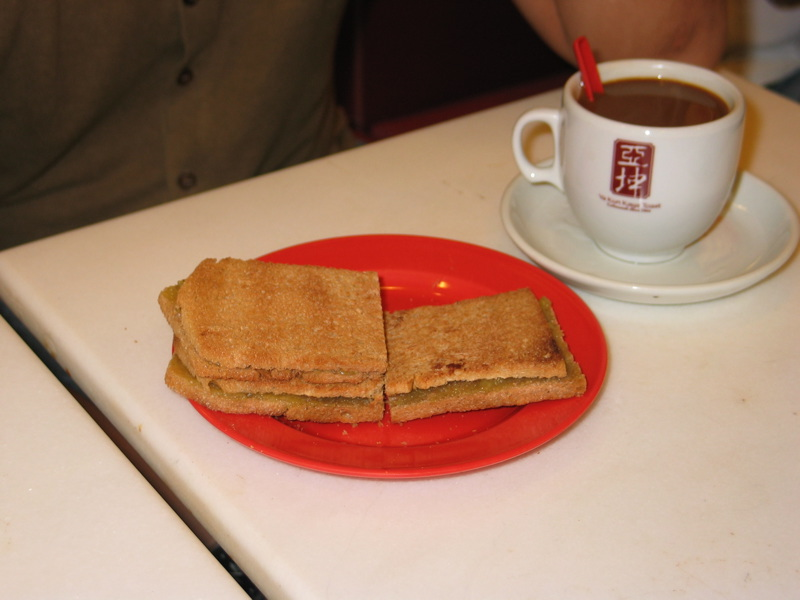
Сніданок – тости з кая

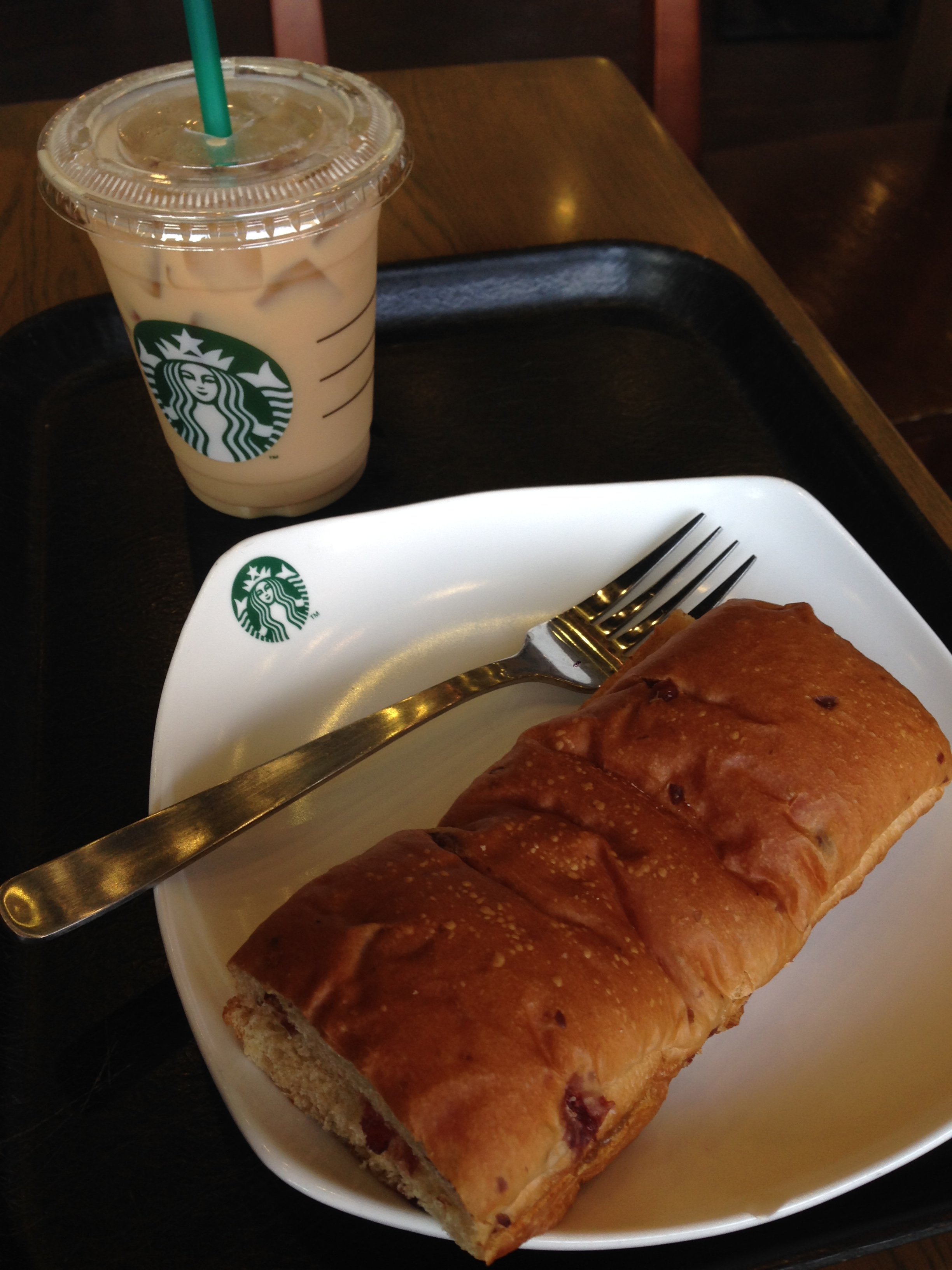
Тости з кая в Сінгапурі

Кая або кокосовий джем виник в Хайнані та отримав поширення в Малайзії та Сінгапурі. Для приготування необхідні такі інгредієнти: кокосове молоко, яйця, цукор та пандан. Всі інгредієнти просто змішуються у необхідних пропорціях. Готовий виріб має солодкий вершковий смак. Колір цього джему може бути або зеленим, або коричневим (в залежності від кількості листя пандану).
Споживається переважно кокосовий джем на сніданок. Тост з джемом кая – це найбільш популярний сніданок в азійських ресторанах.
Кокосовий джем є святковою їжею на острові Куба.